# Mayigonahalli, Nagamangala
Mayigonahalli là một làng thuộc tehsil Nagamangala, huyện Mandya, bang Karnataka, Ấn Độ.